# شوارزيناو
شوارزيناو (بالألمانية: Schwarzenau) هي مدينة سوق في منطقة زويتل في ولاية النمسا السفلى.